# شارع هانوفر (فلم)
شارع هانوفر (بالإنجليزية: Hanover Street) فيلم بريطاني-أمريكي من نوع الرومانسية في وقت الحرب، صدر عام 1979، وهو من إخراج بيتر هيامس وبطولة: هاريسون فورد، كريستوفر بلامر وليزلي-آن داون.

## القصة
خلال الحرب العالمية الثانية، الملازم ديفيد هالوران (هاريسون فورد) هو طيار أمريكي متمركز في إنجلترا، و مارغريت سيلينغر (ليزلي-آن داون) هي ممرضة بريطانية شابة. يلتقي الاثنان أثناء غارة جوية على لندن. ويقعان فورا في حب بعضهما البعض على الرغم من أن الممرضة الشابة متزوجة أصلا (وهي تخفي هذا السر عنه). في أحد المرات يتم تعيين الطيار الأمريكي لنقل عميل بريطاني إلى فرنسا ولكن يتم إسقاط طائرته خلف خطوط العدو، بعدها يدرك الطيار الأمريكي أن العميل البريطاني الذي كان معه في الطائرة هو في الواقع زوج الممرضة التي وقع في حبها. وثم يتعين على الاثنان العمل معا من أجل البقاء على قيد الحياة.

## روابط خارجية
- مقالات تستعمل روابط فنية بلا صلة مع ويكي بيانات